# Giovanni Tavelli da Tossignano
Giovanni Tavelli da Tossignano CASH (* 1386 in Tossignano; † 24. Juli 1446 in Ferrara) war ein italienischer Ordensgeistlicher und römisch-katholischer Bischof von Ferrara.

## Leben
Giovanni Tavelli da Tossignano trat der Ordensgemeinschaft der Jesuaten bei und empfing die Priesterweihe.
Am 29. Oktober 1431 wurde er zum Bischof von Ferrara ernannt. Der Bischof von Mantua, Matteo Boniperti OP, spendete ihm am 27. Dezember desselben Jahres die Bischofsweihe.
Im Erzbistum Ferrara-Comacchio wird Giovanni Tavelli da Tossignano als Seliger verehrt. Im Zuge des für ihn eingeleiteten Heiligsprechungsverfahrens bestätigte Papst Franziskus am 23. Januar 2020 den heroischen Tugendgrad als notwendige Voraussetzung für die Kanonisation.